# 夜之女
《夜之女》 是1996年的電視電影，由梁思敏、張家輝主演。本電視電影是張家輝過檔TVB後的第一部電視作品，拍畢後不久因事請假並遠赴南非8個月。

## 劇情大綱
Janet是舞廳舞女，與Ivene情同姐妹。軍裝警員江志強因為追捕過期滯留者，闖入Janet所居住的重慶大廈，兩人都意外捲入一場槍戰。江志強因此認識了主管此次毒販拘捕行動的CID堅叔，後來又發現Janet無意中見到放走毒販之人的線索。Janet與強日漸熟絡，強發現Janet家庭環境的惡劣，對她產生了同情之心，同時因為她是槍擊案目擊證人，因此經常往Janet家中保護Janet。Janet因拒絕嫖客生意，被追討嫖資，Ivene主動拍艷照幫Janet還錢，並以此徹底斷絕與愛慕她的海歸副導演的關係。而強此時也被调往大嶼山，與Janet分離。但強終能破案，並挽救與Janet的愛情。

## 演員表
- 梁思敏 飾 Janet
- 張家輝 飾 江志強
- 郭少芸 飾 Ivene
- 陳鴻烈 飾 堅叔
- 朱健鈞 飾 阿達
- 李龍基 飾 Fifi
- 李成昌 飾 馬天榮

## 外部連結
- 香港影庫上《夜之女》的資料（繁體中文）
- 豆瓣电影上《夜之女》的資料 （简体中文）